# Dolmen de la Font de l'Arca
Le dolmen de la Font de l'Arca, dit la Cabanoto des Tres Peyres, est un dolmen situé à Campoussy, dans le département français des Pyrénées-Orientales

## Historique
Le dolmen est connu de longue date, c'est une arca dont le nom est associé à une source voisine située en contrebas de la route actuelle. Son nom populaire de Cabanoto des Tres Peyres  fait allusion à son architecture générale et à son ancien usage par les agriculteurs. L'édifice est bien connu des archéologues locaux car à la suite de son signalement en 1921 par Pierre Vidal ceux-ci venaient y voir un groupe de cupules supposé représenter la silhouette d'un sanglier.

## Description
Le dolmen a été édifié en bordure d'un petit plateau à mi-pente de petits sommets séparant les vallées de la Desix et de la Têt, en position dominante sur la première. C'est un dolmen simple (sans couloir) de dimensions modestes. La chambre est délimitée par trois orthostates : la dalle de chevet (0,75 m de large), une dalle côté ouest (2,45 m de long) et une dalle côté est (2,40 m de long). La chambre ouvre plein sud. L'ensemble est recouvert d'une unique dalle de couverture (2,20 m de long, 1,85 m de large et 0,40 m d'épaisseur) dont le poids a entraîné la fissuration des deux supports sous-jacents. Toutes les dalles sont en granite d'origine locale. Aucune trace d'un éventuel tumulus n'est visible mais il a probablement disparu avec la mise en culture de la parcelle,.
La dalle de couverture comporte sur sa surface extérieure une série d'une cinquantaine de cupules réalisées avec un percuteur. Contrairement à l'hypothèse de Vidal, Abélanet, par un relevé précis des cupules, a montré que leur distribution relevait plus du hasard que d'une intention artistique.
Abélanet a recueilli près de l'entrée une petite perle en stéatite grise constituant l'unique matériel archéologique connu associé au monument,.